# History of Science Museum

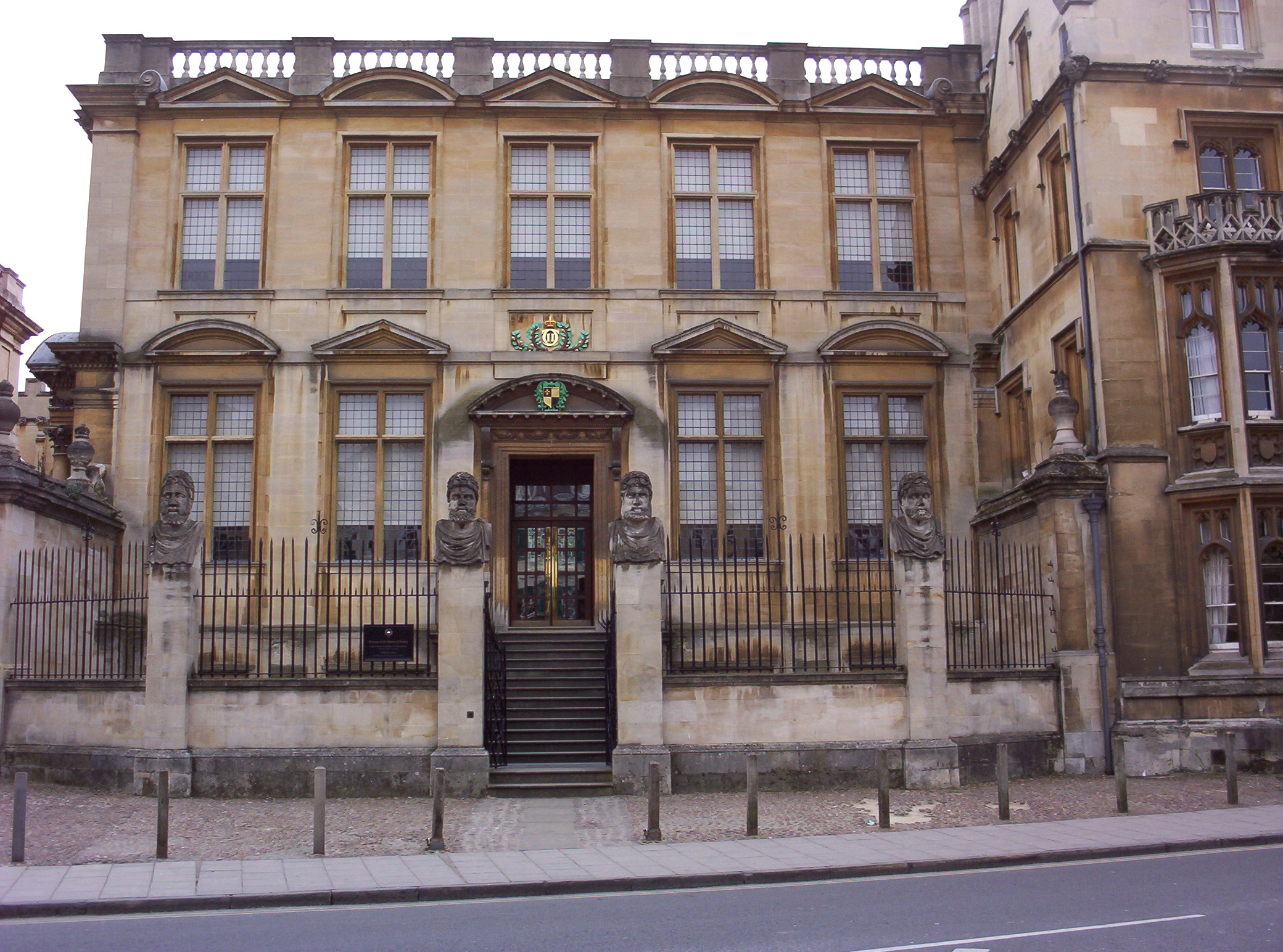
Das Museum im Old Ashmolean

Das History of Science Museum der Universität Oxford ist ein wissenschaftshistorisches Museum in der englischen Stadt Oxford. 2019 wurde das History of Science Museum von rund 148.000 Personen besucht. 2024 betrug die Besucherzahl etwa 179.000 Personen.
Es befindet sich im Old Ashmolean Building in der Broad Street, das 1683 gebaut wurde und damit das älteste als Museum errichtete noch heute genutzte Gebäude ist. Ursprünglich beherbergte es das Kuriositätenkabinett von Elias Ashmole, der es der Universität vermachte. Der Name Old Ashmolean unterscheidet es vom Ashmolean Museum, einem Kunstmuseum in Oxford, dessen Neubau 1845 fertiggestellt wurde. Im 17. und 18. Jahrhundert fanden dort auch Vorlesungen über Naturwissenschaft statt und im Keller chemische Experimente.
Zum Bestand zählt eine umfangreiche Sammlung wissenschaftlicher Instrumente, darunter eine große Astrolabiensammlung (rund 170). Die Uhrensammlung geht auf den Entomologen und Uhrensammler Cyril Beeson (1889–1975) zurück. Präsentiert werden zudem ein Radioempfänger von Guglielmo Marconi und ein kristallographisches Rechenhilfsmittel (Berechnung der Fouriertransformation) in Form von Kartenstreifen in Holzboxen (Beever-Lipson-Streifen, nach C. Arnold Beevers und Henry Lipson), die zum Beispiel von Dorothy Hodgkin für ihre röntgenkristallographischen Berechnungen benutzt wurden.
Im Museum befindet sich des Weiteren die originale Vorlesungstafel von einer Vorlesung Albert Einsteins vom 16. Mai 1931 mit dessen Kreideschrift. Die Vorlesung vor über 400 Hörern behandelte ein kosmologisches Thema; die Tafel wurde unmittelbar nach der Vorlesung in das Museum überführt.
Die Büchersammlung des Museums hat ihren Ursprung in einer Schenkung von Lewis Evans 1924.
Ausgebaut wurde das eigentliche Museum ab den 1920er Jahren durch Robert Gunther (dem ersten Kurator von 1924 bis 1940) und seinem Nachfolger Frank Sherwood Taylor (Kurator 1940 bis 1950). Damals hieß es Museum of the History of Science. Von 1950 bis 1964 war der deutschstämmige Kurt Josten (C. H. Josten, 1912–1994) Kurator, 1964 bis 1994 der Historiker und Arabist Francis Maddison (1927–2006), 1994 bis 2012 James Arthur Bennett (1947–2023, Jim Bennett) und ab 2014 die deutsche Wissenschaftshistorikerin Silke Ackermann.

## Galerie

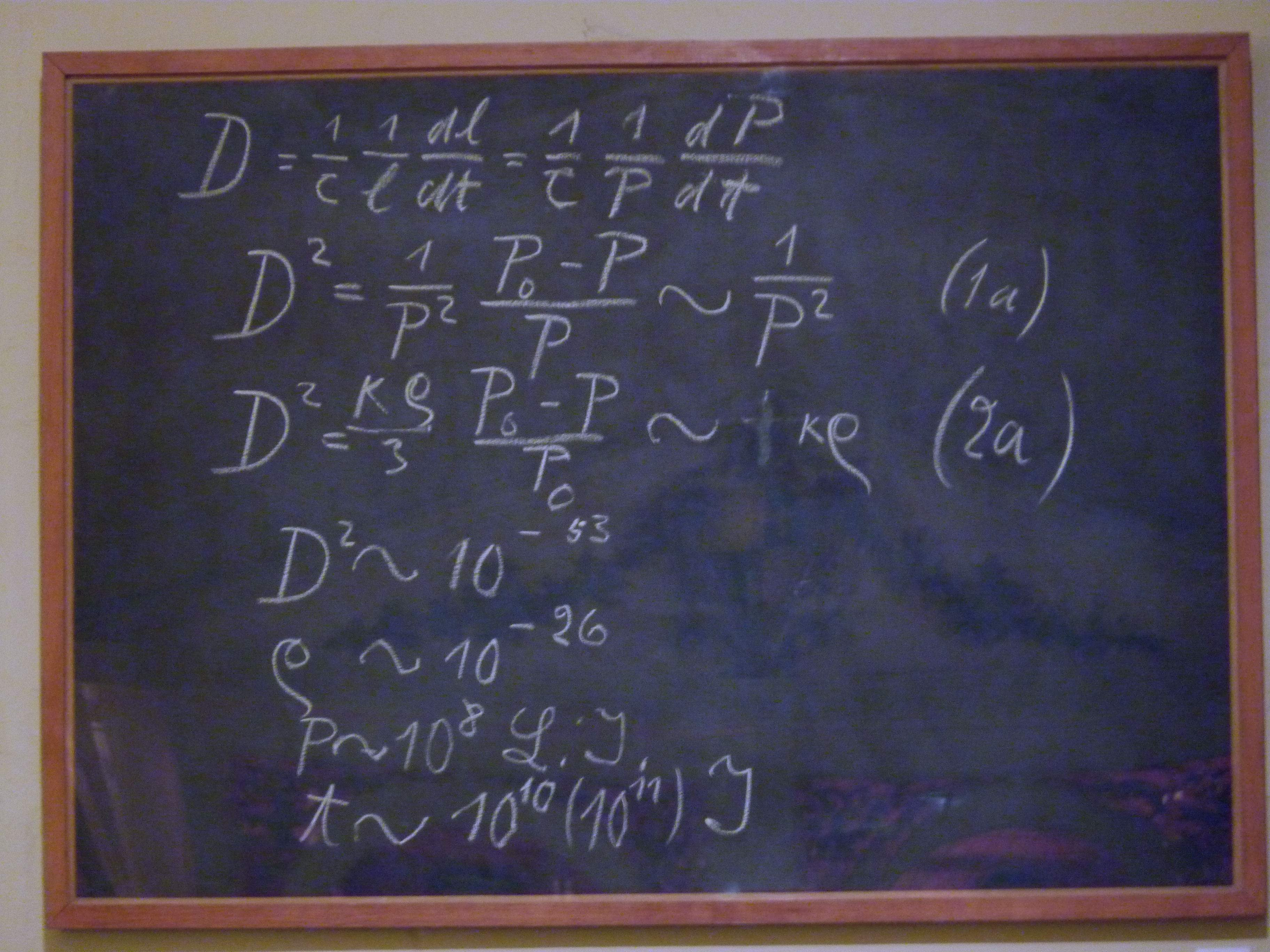
Einsteins Vorlesungstafel
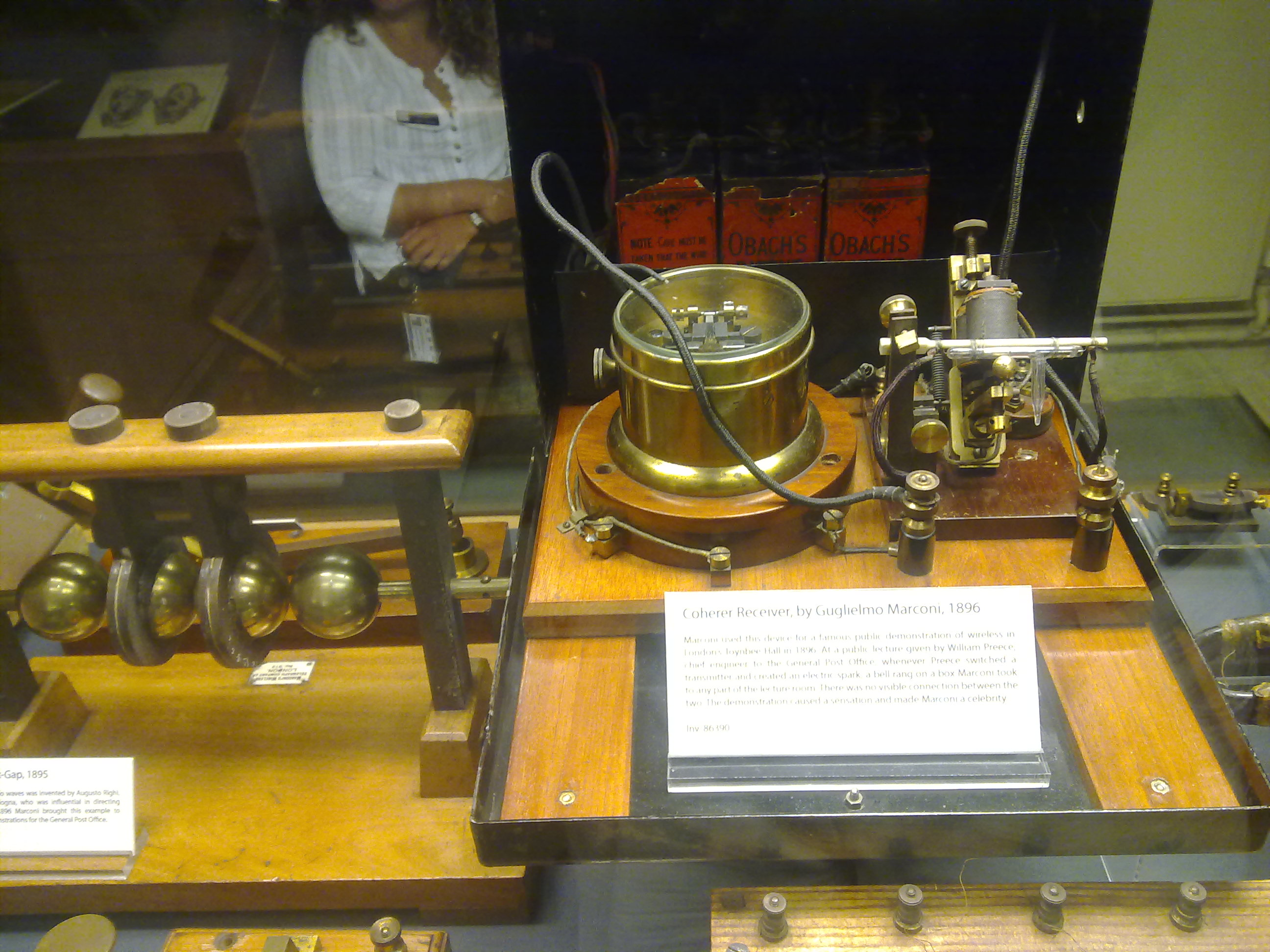
Radioempfänger von Marconi von 1896 mit einer Glasröhre mit Metallspänen (Kohärer) als Gleichrichter/Detektor
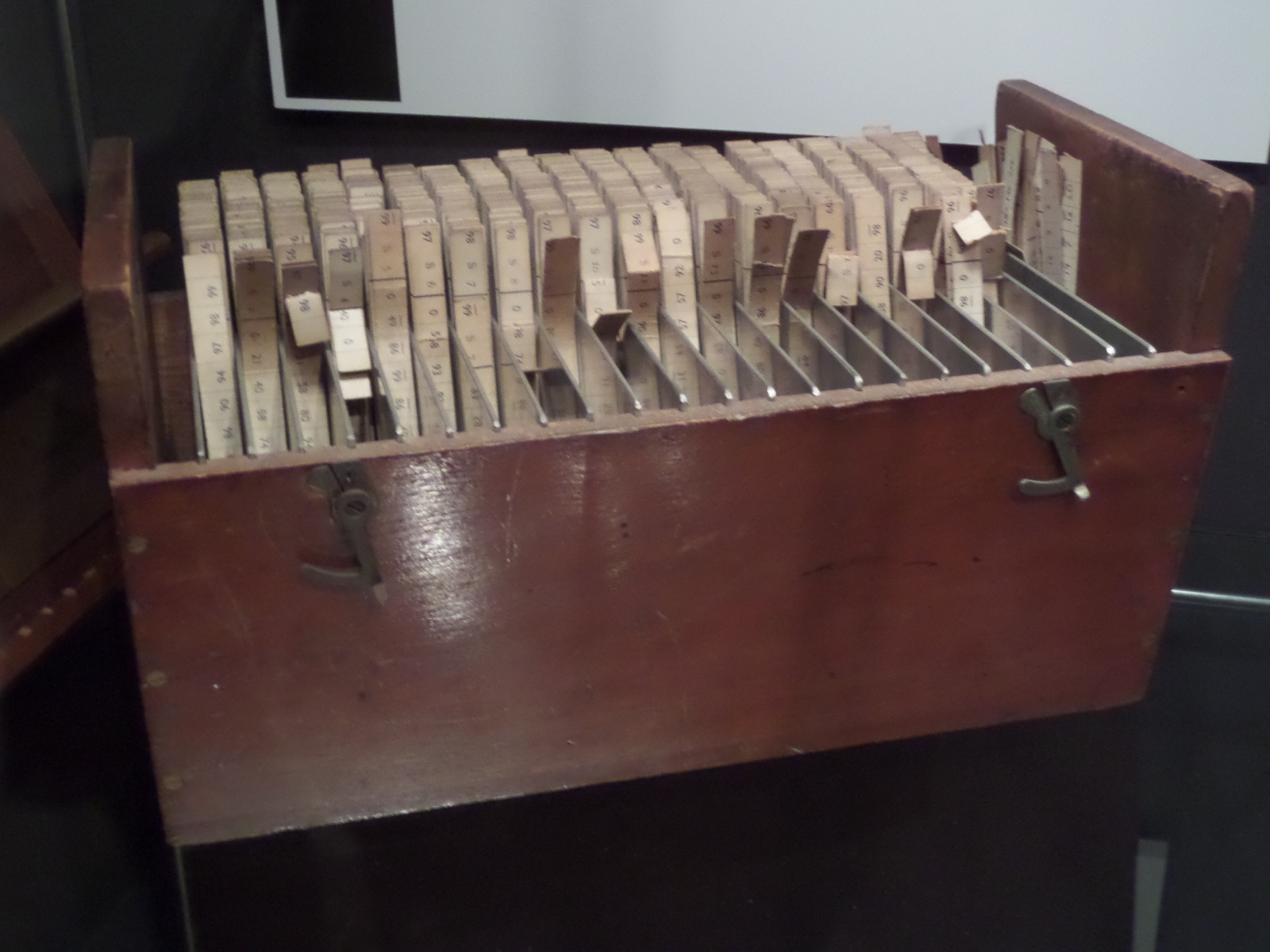
Beevers-Lipson-Streifen zur Berechnung der Fouriertransformation in der Röntgenkristallographie
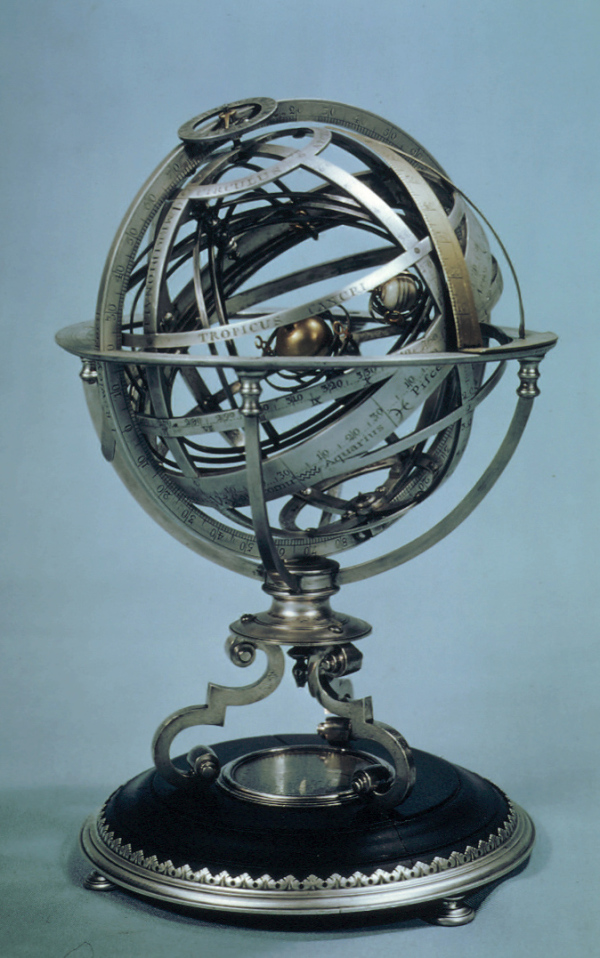
Kopernikanische Armillarsphäre von John Rowley, um 1700
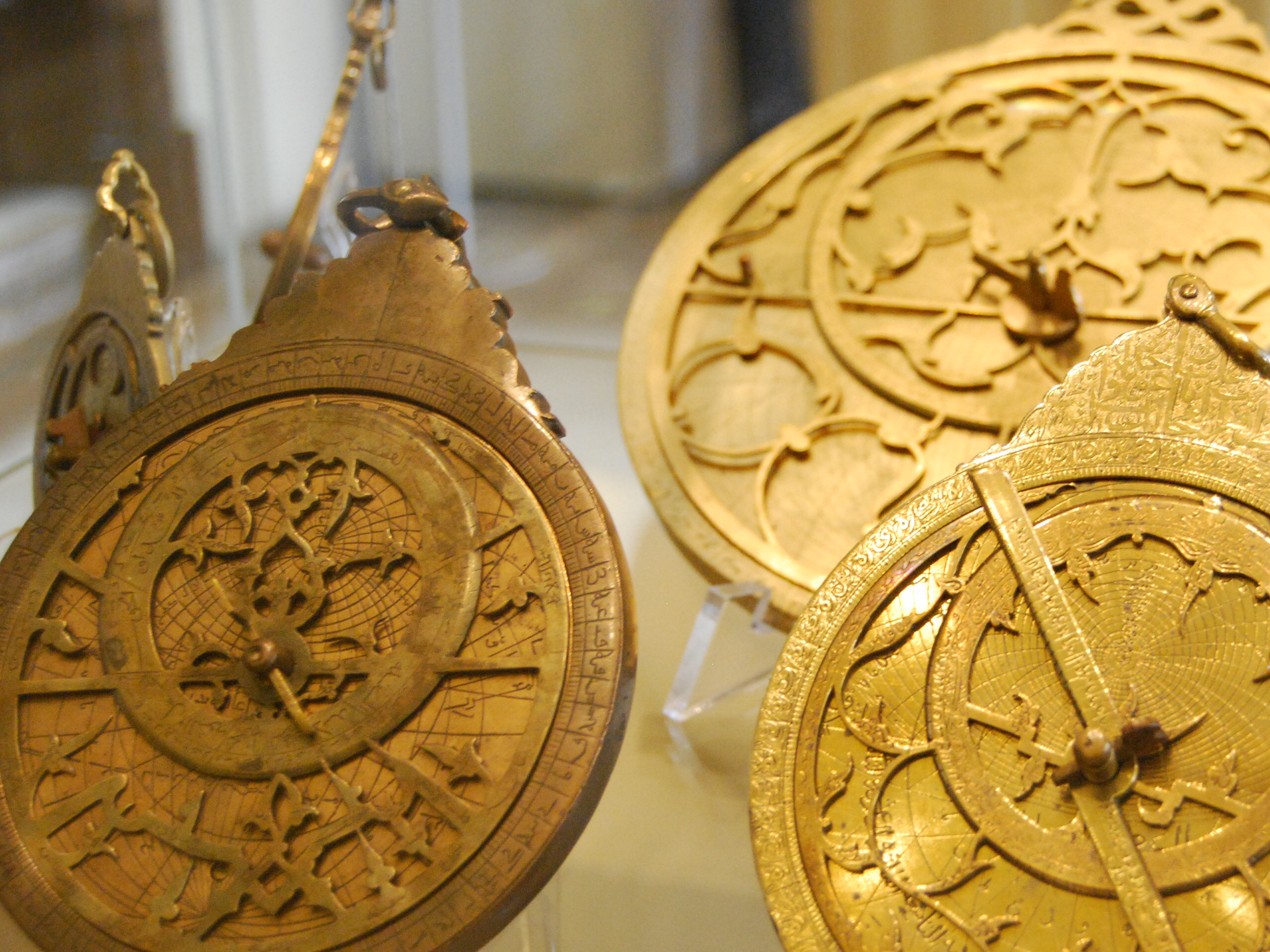
Persische Astrolabien
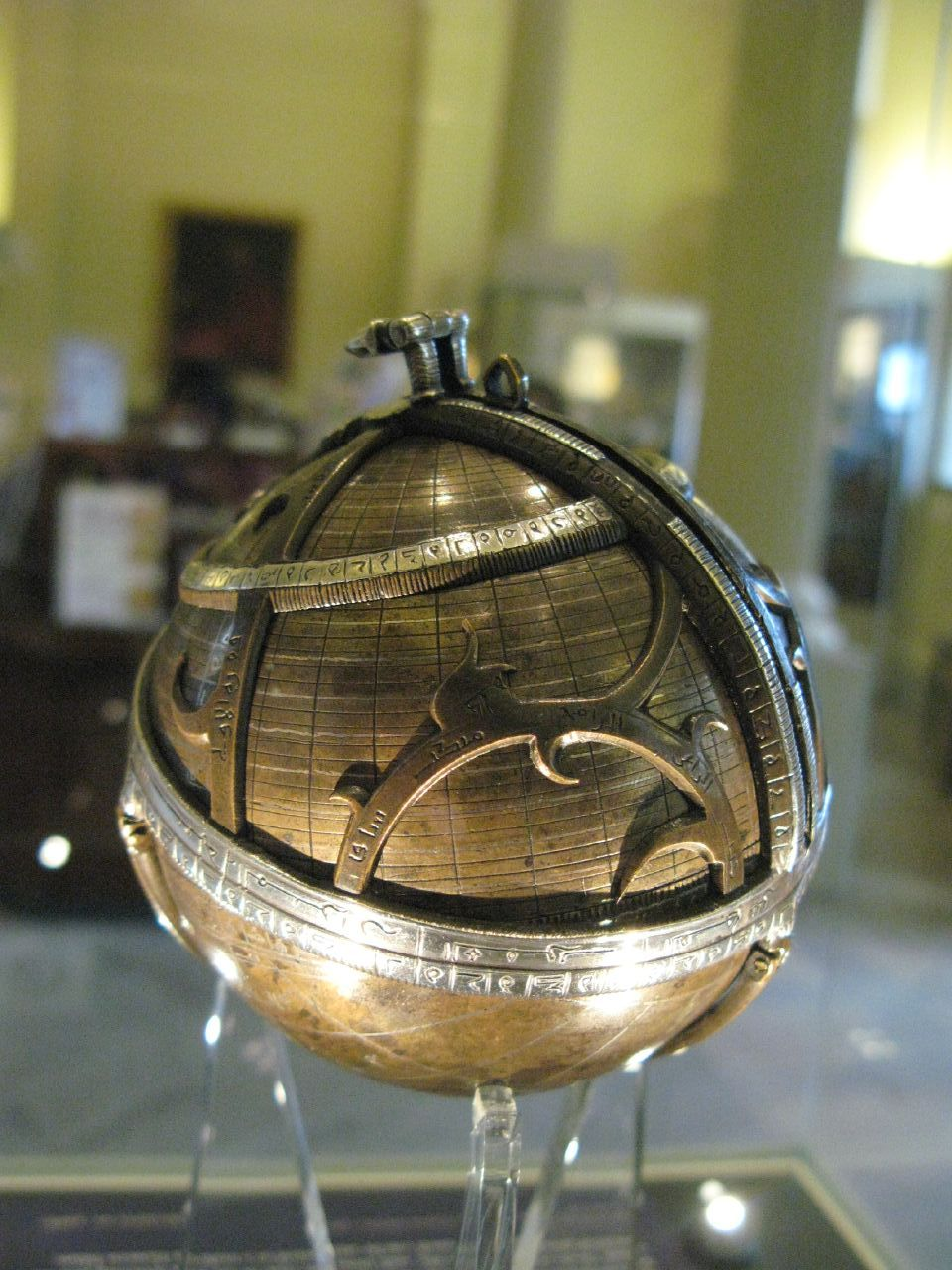
Sphärisches Astrolabium, um 1480
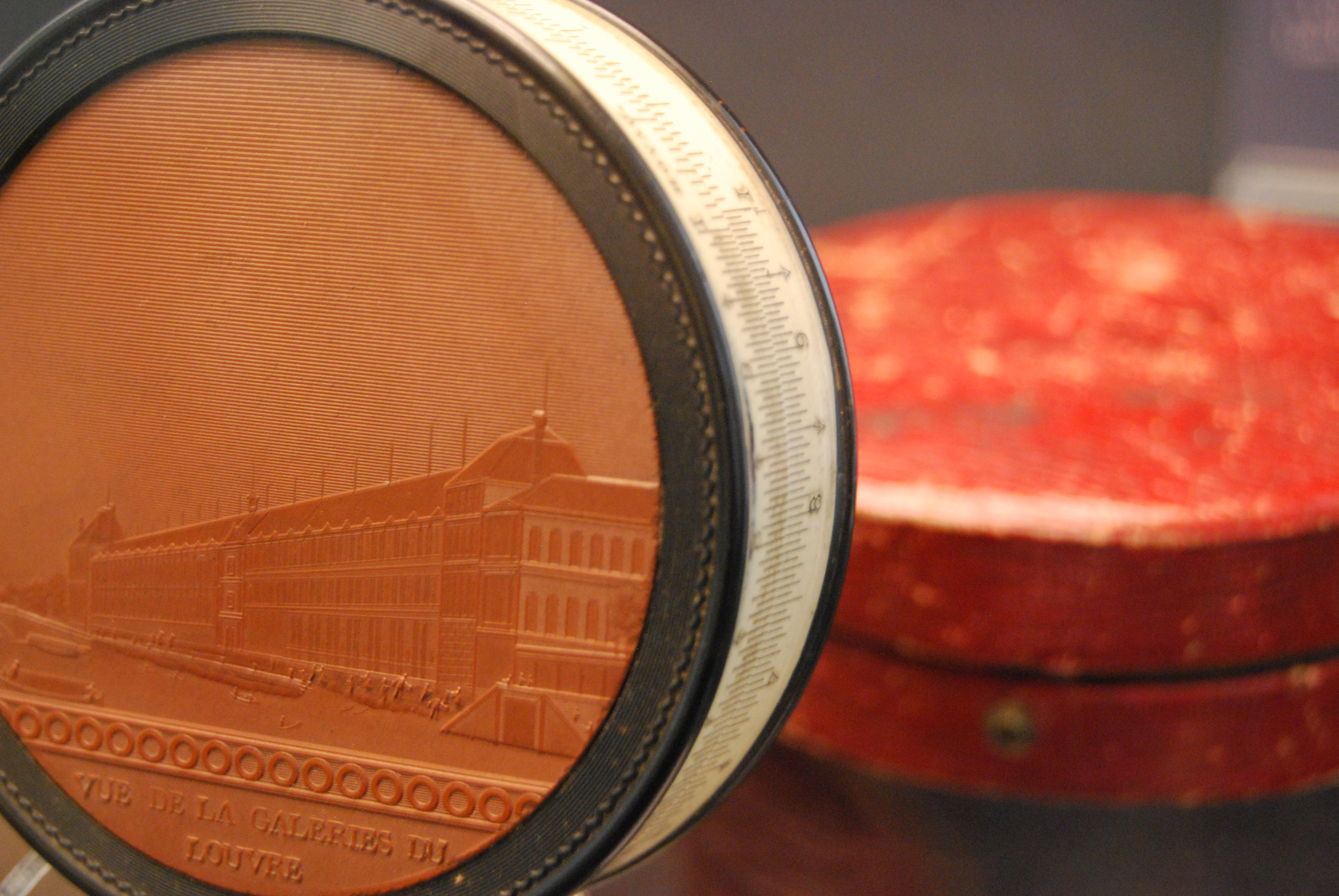
Kreisförmiger Rechenschieber an einer Schnupftabakdose
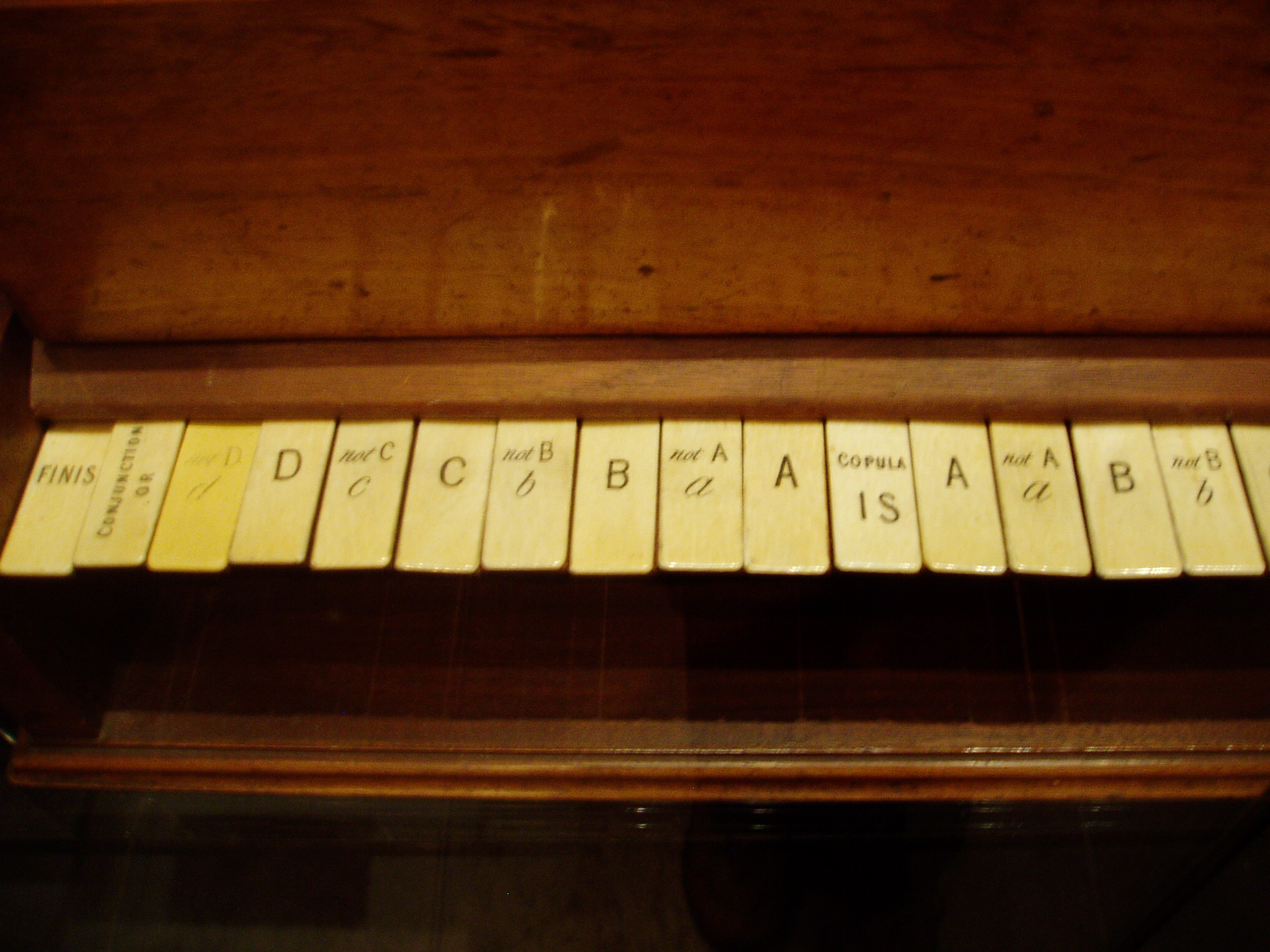
Tastatur der Logik-Maschine von William Stanley Jevons